# Vlycháda
Vlycháda (Vlychada) är en ort i Grekland.   Den ligger i prefekturen Nomarchía Dytikís Attikís och regionen Attika, i den sydöstra delen av landet, 25 km väster om huvudstaden Aten. Vlycháda ligger 152 meter över havet och antalet invånare är 1 462.
Terrängen runt Vlycháda är kuperad åt nordost, men åt sydväst är den platt. Havet är nära Vlycháda åt sydost. Runt Vlycháda är det tätbefolkat, med 356 invånare per kvadratkilometer. Närmaste större samhälle är Pireus, 19,6 km sydost om Vlycháda. 